# Coleophora adspersella
Coleophora adspersella é uma espécie de mariposa do gênero Coleophora pertencente à família Coleophoridae.